# TRAPPIST
Малый телескоп для наблюдения за транзитными планетами и планетезималями (англ. TRAnsiting Planets and Planetesimals Small Telescope–South, TRAPPIST) — бельгийский роботизированный телескоп, расположенный в чилийских горах в обсерватории Ла-Силья. Начал работу в 2010 году. Телескоп назван в честь бельгийского ордена Траппистов, который знаменит своим эксклюзивным пивом.
TRAPPIST контролируется из бельгийского города Льеж, хотя некоторые функции выполняет автономно. Представляет собой телескоп-рефлектор с диаметром апертуры 0,60 м. Расположен в куполе, в котором раньше находился телескоп Swiss T70.
Телескоп был построен совместными усилиями Льежского университета (Бельгия) и Женевской обсерватории (Швейцария). Главными задачами телескопа является поиск комет и экзопланет.
В ноябре 2010 это был один из немногих телескопов, наблюдавших покрытие звезды карликовой планетой Эридой, которое позволило выявить, что она меньше Плутона. Также с помощью TRAPPIST наблюдали покрытие Макемаке, когда эта карликовая планета проходила перед звездой NOMAD 1181-0235723. Наблюдения этого события показали, что Макемаке не обладает значительной атмосферой.
Команда астрономов, возглавляемая Микаэлем Жийоном из Института астрофизики и геофизики Льежского университета, использовала телескоп, чтобы наблюдать ультрахолодный карлик 2MASS J23062928-0502285, сейчас также известный под названием TRAPPIST-1. Используя метод транзитной фотометрии, им вначале удалось обнаружить три землеподобные экзопланеты, обращающиеся вокруг этой звезды; дальнейшие наблюдения позволили расширить состав планетной системы до семи землеподобных объектов. Среди планет системы TRAPPIST-1 три находятся в пригодной для жизни зоне или вблизи от неё. Результаты исследования были опубликованы в журнале Nature в мае 2016 года и в марте 2017 года.

## Галерея

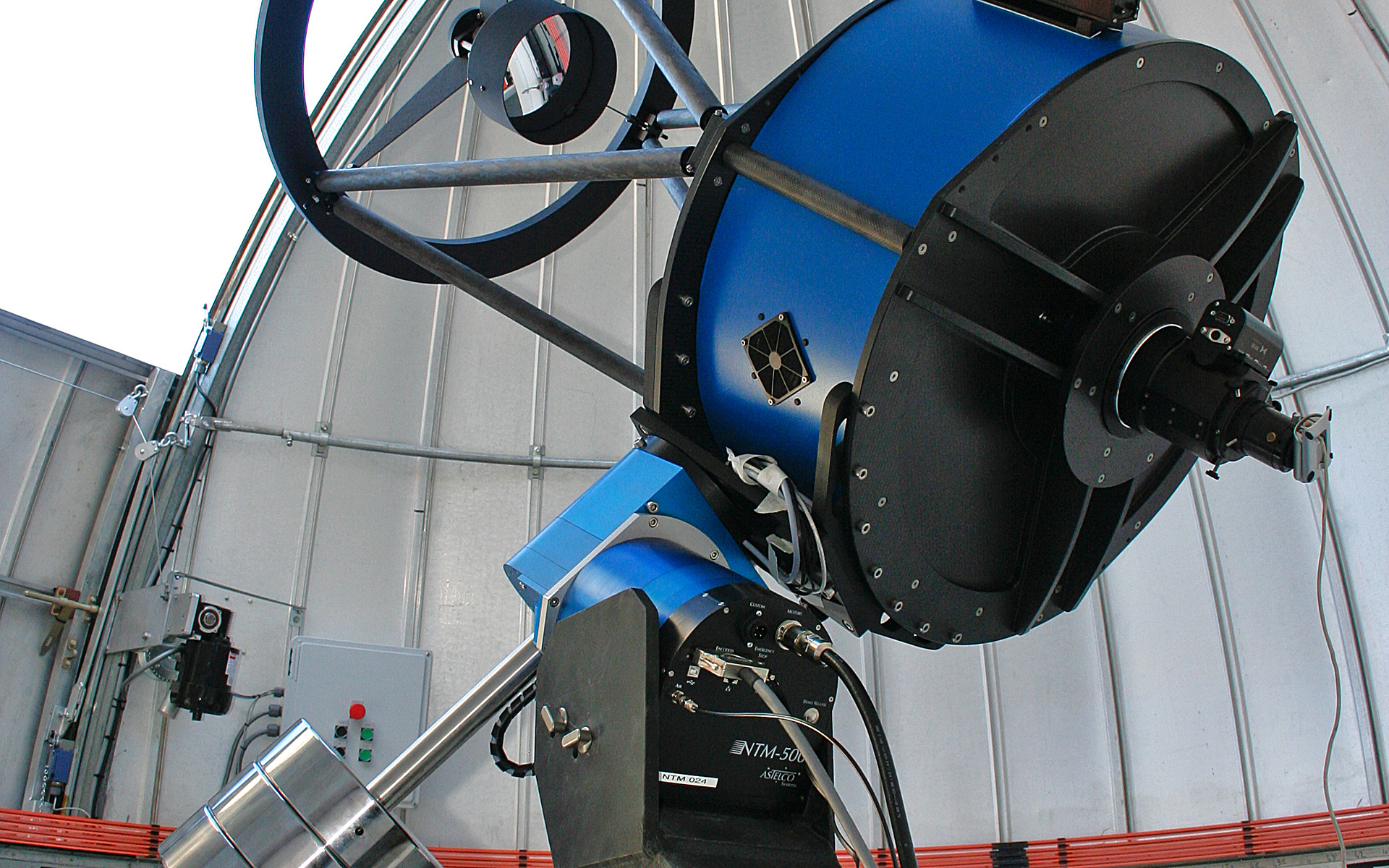
60-сантиметровый телескоп управляется из Льежа, Бельгия, на расстоянии 12 000 км.
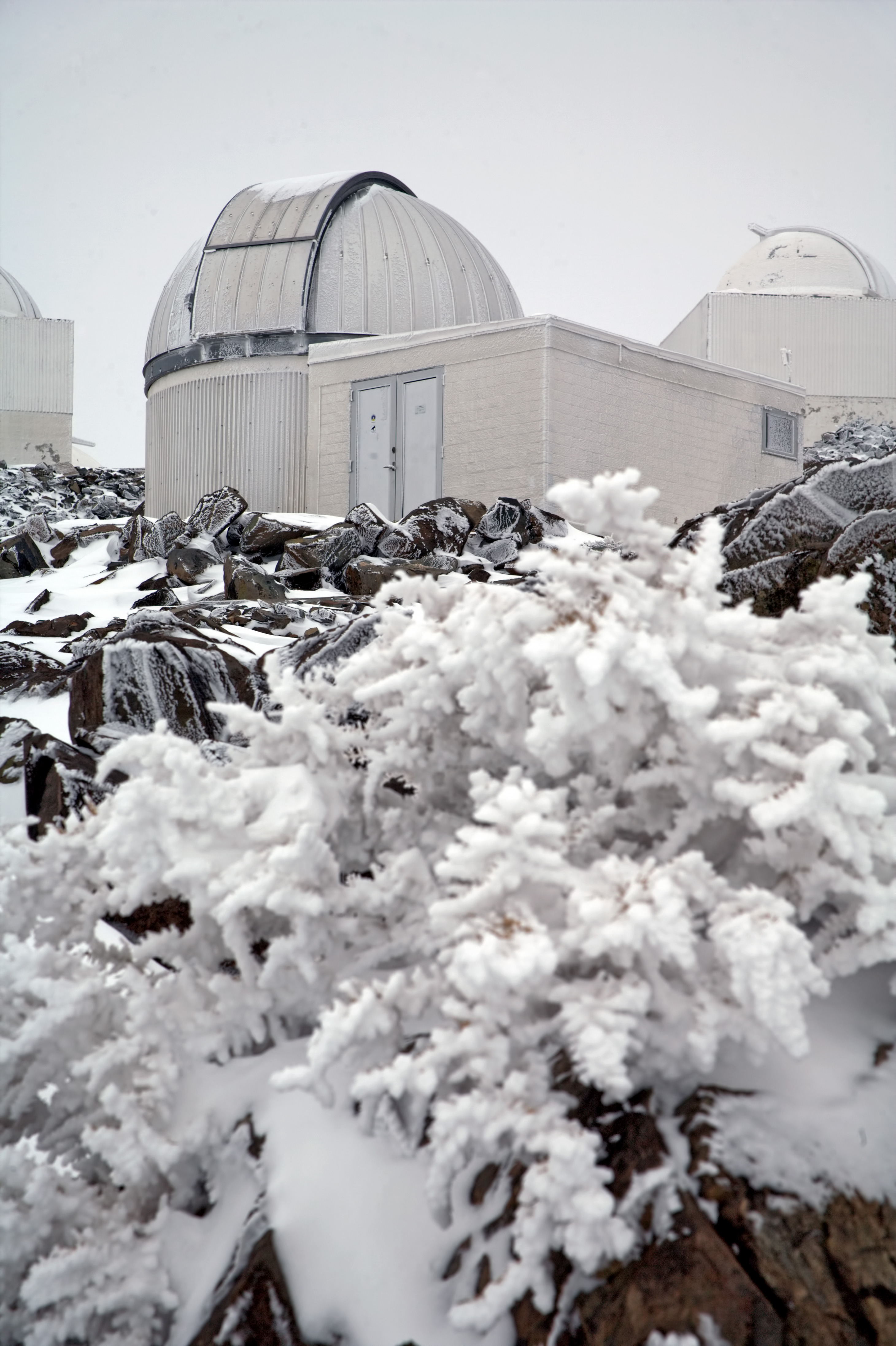
Купол телескопа TRAPPIST.
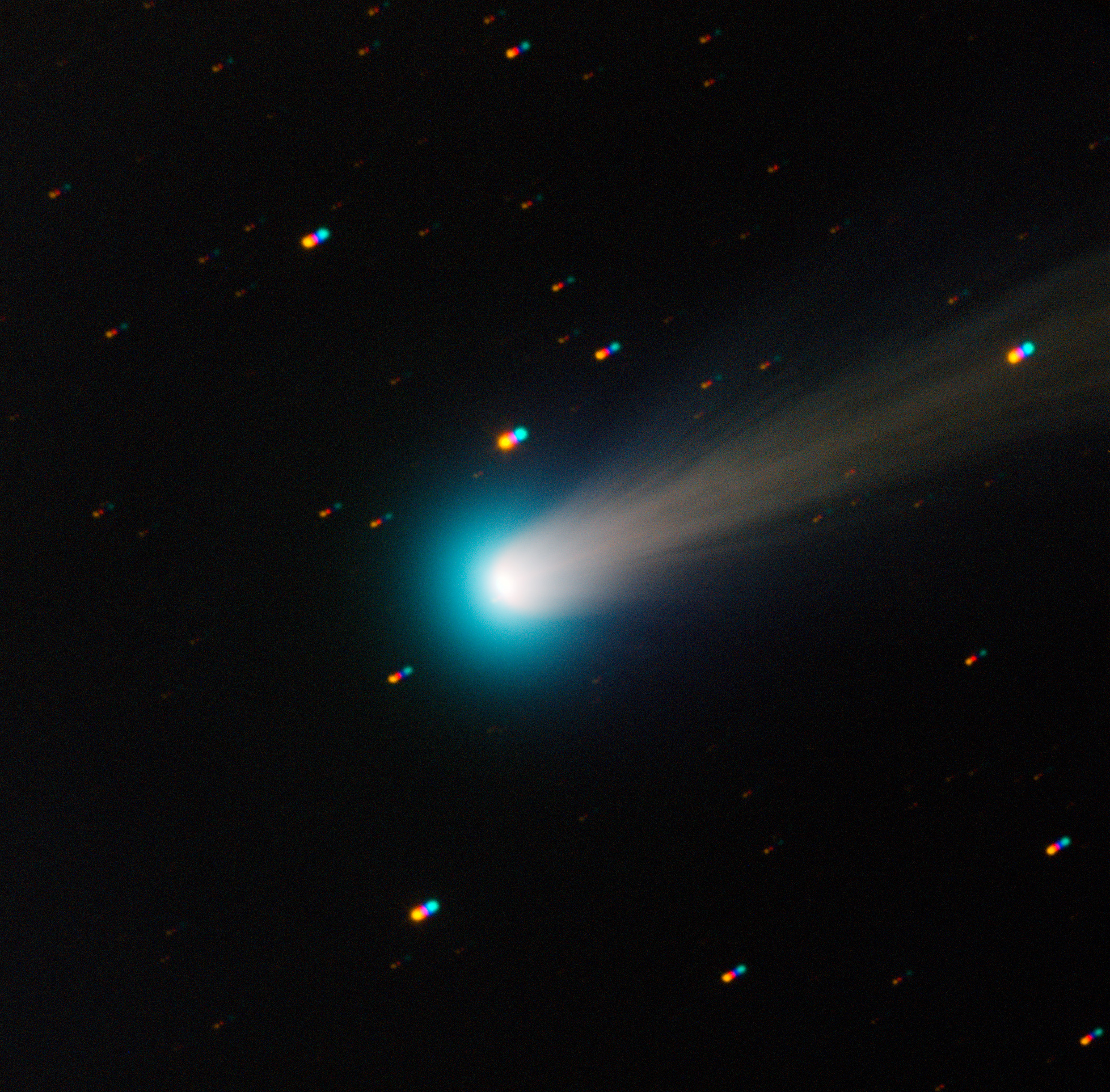
Комета ISON, снятая телескопом TRAPPIST за несколько дней до её распада.
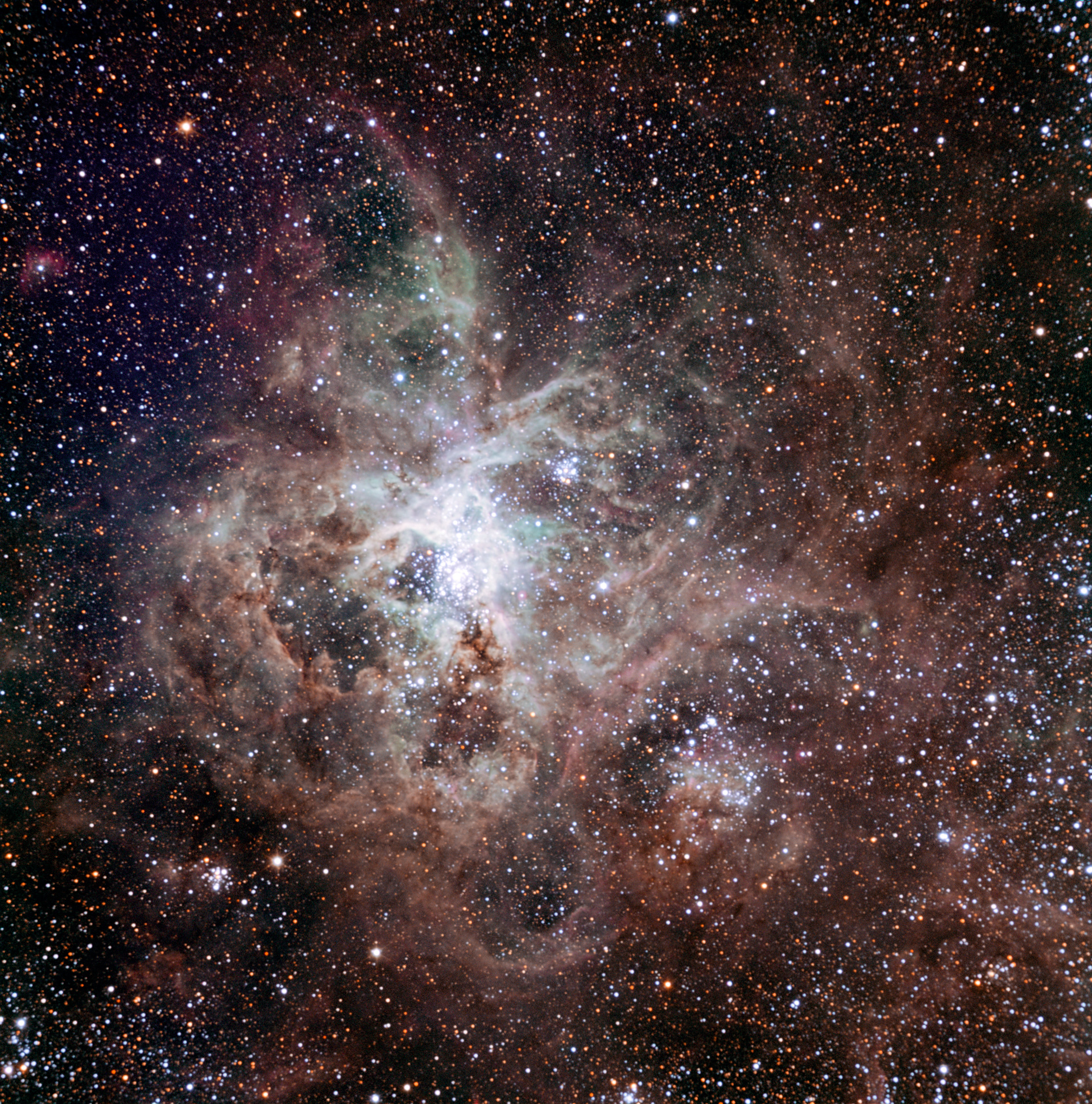
Первый свет телескопа. Изображение туманности Тарантул, сделанное TRAPPIST в 2010 году.

- Телескоп TRAPPIST в куполе обсерватории Ла-Силья.